# Barbara Gordon
Barbara Lee Gordon est un personnage de fiction appartenant à l'univers de DC Comics. Créée par Gardner Fox et Carmine Infantino, elle apparaît pour la première fois dans le comic book Detective Comics #359 en 1967.
De 1967 à 1988, elle a porté le costume de Batgirl, puis à partir de 1989, ce personnage officie sous le nom d'Oracle et est en retrait de l'action, cloué sur un fauteuil roulant. La scénariste Gail Simone l'a fait réapparaître en tant que Batgirl au début des années 2010.

## Biographie fictive
Barbara Lee Gordon est assistante-bibliothécaire à la bibliothèque publique de Gotham. Elle est la fille ou la nièce de James Gordon, suivant les versions.
Après Crisis on Infinite Earths, Barbara perd ses parents dans un accident de voiture. Roger, son père, conduit ivre et emporte Thelma, son épouse, dans l'accident. Barbara est adoptée par James Gordon.
Elle désire devenir agent du FBI ou policière pour la ville de Gotham, mais elle ne correspond pas aux critères de recrutements physiques. James Gordon s'oppose vivement à cette carrière sous prétexte qu'un policier dans la famille est suffisant. Furieuse de ce refus, Barbara décide, pour se venger, de se rendre à un bal masqué déguisée en Batgirl. Elle n'a pas le temps de révéler sa véritable identité car lors de ce bal, Killer Moth tente d'enlever Bruce Wayne. Le plan du vilain échoue grâce à l'intervention de Barbara. Cet exploit attire l'attention de Batman qui accepte que Batgirl fasse partie de son entourage.
Dans la version originale du comics, Barbara révèle son identité secrète à son père, après dix ans de services. Elle rentre à la Chambre des représentants des États-Unis et abandonne son identité de Batgirl.
Dans Batman: The Killing Joke, la carrière de Batgirl se termine à cause du Joker, qui lui brise la colonne vertébrale. Elle devient paraplégique et est condamnée à vivre dans une chaise roulante.
À la recherche d'une nouvelle occupation, Barbara utilise ses connaissances d'Internet et un équipement fourni par la Fondation Wayne pour s'investir dans le piratage et l'exploitation des bases de données. C'est en essayant de neutraliser Interface, alias Ashley M. Powell, une méta-humaine criminelle pouvant interagir directement avec les ordinateurs, qu'elle devient Oracle. Après un échec et des menaces de mort, elle prend des cours d'auto-défense auprès de Richard Dragon (en), adopte le pseudonyme d'Oracle et réussit enfin à neutraliser Interface.
Avec ses connaissances d'ancienne responsable d'une grande bibliothèque, sa maîtrise des nouvelles technologies, et sa grande intelligence, Oracle est par la suite devenue l'agent de renseignement de la plupart des héros de l'univers DC, (tout d'abord l'Escadron Suicide) et de Batman en particulier. Elle est ainsi devenue membre de la Ligue de justice d'Amérique.
Plus tard, elle crée l'équipe des Birds of Prey avec Black Canary et Huntress. Elle prend aussi sous son aile la nouvelle Batgirl, Cassandra Cain.
Barbara est devenue un recours de choix pour Batman et ses alliés, et aussi pour un grand nombre de super-héros, dont la plupart ignorent son identité. Black Canary est devenue, au fil des années, sa meilleure amie dans la communauté des super-héros. Son amitié avec Dick Grayson, le premier Robin, deviendra finalement plus intime.
Dans la continuité des New 52, Barbara a retrouvé l'usage de ses jambes et a repris l'identité de Batgirl qu'elle est ici la seule à avoir jamais portée. À la suite de ce rétablissement, une série lui a été consacrée, Batgirl, dans laquelle elle réapprend à porter le masque en combattant ses propres ennemis et en surmontant un trouble post-traumatique. Elle apporte encore fréquemment son aide aux autres membres de la Bat-Family.
Plus tard, elle est aperçue en train d'opérer dans un quartier branché de Gotham City.

## Autres médias
Dans la série animée Batman, Barbara est bien la fille du commissaire Gordon ainsi que la justicière Batgirl. Elle n'est néanmoins pas un membre de la "Bat-Family" mais plus une sorte d'héroïne solitaire, apportant occasionnellement son aide à Batman et Robin. Elle et Dick Grayson (alias Robin) entretiennent une relation amoureuse sans toutefois connaître l'identité secrète de l'autre. Dans Les Nouvelles Aventures de Batman, elle intègre enfin l'équipe et devient même la coéquipière principale de Batman à la suite du départ de Robin avec qui sa relation a cessé. Dans Gotham Girls, elle s'oppose aux trois plus séduisantes criminelles de Gotham : Poison Ivy, Harley Quinn et Catwoman. Dans Batman, la relève, dont l'action se déroule dans le futur, elle est devenue commissaire et est fiancée au procureur Sam Young. Il est fortement suggéré que Bruce et elle ont eu une relation intime dans le passé. Dans la continuité de ces séries, elle n'est jamais devenue paraplégique.
Dans The Batman, Barbara Gordon est poussée par son père à faire de la gymnastique à un niveau olympique. Elle est amie avec Pamela Isley qui deviendra, à la suite d'un accident, Poison Ivy. Ensemble, se surnommant mutuellement Rouquine, elles menaient des actions commando pour la défense de la nature. Pour tenter de ramener à la raison son ancienne amie et voyant que celle-ci avait enlevé son père, Barbara Gordon endossera le rôle de Batgirl (bien qu'elle tentât, sans succès, de se faire surnommer Batwoman). Contrairement aux autres séries, elle entretient avec Robin non pas une relation amoureuse mais une relation conflictuelle grande sœur/petit frère. Dans la même série, un épisode se déroulant dans un futur lointain nous fait découvrir que Barbara est bien devenue paraplégique et est nommée Oracle par Batman.
Le film Batman et Robin nous présente une Batgirl qui est ici la nièce d'Alfred Pennyworth et non la fille du commissaire Gordon. Néanmoins, elle se nomme également Barbara, bien que son nom de famille soit ici Wilson.
Dans Batman: Gotham by Gaslight, elle est l'épouse de James Gordon.
Elle apparaît dans la troisième saison de la série Titans, interprétée par Savannah Welch. Elle est devenue commissaire de police de Gotham City à la mort de son père. Elle n'est pas paraplégique, mais amputée de la jambe droite, tout comme l'actrice. Son histoire antérieure, évoquée au fil des épisodes, est globalement conforme aux comics.

## Description

### Physique
Barbara est une jeune fille de taille moyenne. Elle est mince, a des cheveux roux et des yeux bleu clair.

### Personnalité
Barbara est une jeune fille très mûre pour son âge, sincère, loyale, honnête, déterminée et très intelligente. Elle est à ses débuts une jeune étudiante brillante et férue d'informatique. Cet attrait pour l'informatique fera d'elle une hacker hors pair. Elle déteste décevoir son père ou son mentor Batman.
Son expérience en tant que justicière ainsi que sa paraplégie ont eu pour effet de la rendre encore plus mûre et responsable. C'est une femme importante, que ce soit en tant qu'Oracle ou en tant que leader d'une équipe, les Birds of Prey. Elle conserve néanmoins une certaine sensibilité, puisqu'elle restera à jamais traumatisée par le meurtre du Robin Jason Todd des mains du Joker, peut-être car cet événement fait écho à sa propre attaque quelques mois plus tôt par le même clown tueur.

### Relations
Dans les séries Batman et Les Nouvelles Aventures de Batman, elle entretient une relation avec Dick Grayson mais celle-ci prendra fin lors du conflit opposant Batman et Robin, Dick ne supportant plus que son mentor expose sa petite amie au danger. Elle aurait par la suite entretenu une courte relation avec Batman lui-même.
Dans les comics, elle est en couple avec Dick Grayson, et dans Batman Eternal, elle se rapproche beaucoup de Jason Todd.
Dans le jeu vidéo Arkham Knight, elle est mariée avec le troisième Robin, Tim Drake.

## Création du personnage
Durant ses aventures de l'âge d'argent, Batgirl est présentée comme étant une combattante inexpérimentée du crime. Avec le temps, elle vit ses propres aventures dans Detective Comics. Cela a permis au personnage de mieux évoluer et de gagner de l'expérience.
Barbara a prouvé qu'elle était plus populaire que sa prédécesseur Betty Kane. Son personnage fera quelques apparitions dans World's Finest Comics. Dans ce comics, elle croise Superman, Supergirl, Bat-Mite ou encore Mxyzptlk. Elle a aussi combattu avec la Ligue de justice d'Amérique.

## Œuvres où le personnage apparaît

### Comics (liste non exhaustive)
- 1967 : Detective Comics #359 : première apparition de Barbara Gordon / Batgirl
- 1988 : Rire et mourir (The Killing Joke) (2002 : Édition Delcourt, dessins : Brian Bolland, scénario : Alan Moore) Réédition de l'album Souriez !
- 1999 - : Birds of Prey: sous l'identité d'Oracle
- 2003 : Batgirl: Année Un (Batgirl: Year One)
- 2011 - 2016 : Batgirl vol.4
- 2016 - 2018 : Batgirl and the Birds of Prey
- 2016 - en cours : Batgirl vol.5

#### Recueils de DC Comics
- Showcase Presents: Batgirl, Vol. 1  (ISBN 1-4012-1367-7) (2007)
- Batgirl: The Greatest Stories Ever Told  (ISBN 978-1-4012-2924-5) (2010)
- Batgirl: Year One (2003)  (ISBN 1-4012-0080-X);
- Batgirl: The Darkest Reflection (2012)
- Batgirl: Knightfall Descends(2013)
- Batgirl: Death of the Family (octobre 2013)
- Batgirl: Wanted(2014)
- Batman: The Cat and the Bat  (ISBN 978-1-4012-2496-7)
- Batman: Batgirl (1997)  (ISBN 978-1-56389-305-6)
- Batman: The Killing Joke (1988)  (ISBN 0-930289-45-5)
- Batman: Thrillkiller  (ISBN 1-56389-424-6) (1998)
- Birds of Prey (1999)  (ISBN 1-56389-484-X)
- Birds of Prey: Old Friends, New Enemies (2003)  (ISBN 1-56389-939-6)
- Birds of Prey: Of Like Minds (2004)  (ISBN 1-4012-0192-X)
- Birds of Prey: Sensei & Student (2005)  (ISBN 1-4012-0434-1)
- Birds of Prey: Between Dark & Dawn (2006)  (ISBN 1-4012-0940-8)
- Birds of Prey: The Battle Within (2006)  (ISBN 978-1-4012-1096-0)
- Birds of Prey: Perfect Pitch (2007)  (ISBN 1-4012-1191-7)
- Birds of Prey: Blood and Circuits (2007)  (ISBN 978-1-4012-1371-8)
- Birds of Prey: Trouble in Mind (2012)
- Oracle: The Cure (2010)  (ISBN 978-1-4012-2603-9)
- Birds of Prey: Your Kiss Might Kill (2013)
- Birds of Prey: A Clash of Daggers (décembre 2013)
- Batman Eternal

### Séries télévisées
- Gotham (Bruno Heller, 2014-2019 avec Ben McKenzie) Dans cette vision de l'enfance de Batman et des enquêtes du jeune Jim Gordon fraîchement arrivé à Gotham, Barbara Lee Gordon est la fille de Jim Gordon et de Barbara Kean, interprétée par Erin Richards. Son second prénom, Lee, lui est donné en référence au personnage de Leslie Thompkins.
- Batman (William Dozier, 1966-1968) avec Yvonne Craig.
- Les Anges de la nuit (Birds of Prey, 13 épisodes, Laeta Kalogridis, 2002-2003) avec Dina Meyer.
- The Flash (2019), Dina Meyer reprend son rôle dans un épisode de la série.
- Titans (Akiva Goldsman & Greg Berlanti, 2021) avec Savannah Welch : Ancienne Batgirl, Barbara a du stopper ses activités de justicière après que le Joker l'ait paralysée. Elle a suivi les traces de son père et est devenue la commissaire du GCPD. Elle n'aime pas l'idée que les Titans reviennent à Gotham.

### Séries télévisées animées
- Les Aventures de Batman (1968)
- Batman (Paul Dini, Bruce Timm, Eric Radomski, 1992-1995) avec Melissa Gilbert (VF : Brigitte Berges)
- Batman (The New Batman Adventures, Alan Burnett, Paul Dini, Bruce Timm, 1997-1999) avec Tara Charendoff (VF : Claire Guyot)
- Gotham Girls (31 épisodes, Noodle Soup Productions, 2000-2002) avec Tara Strong
- Batman, la relève (Batman Beyond, Alan Burnett, Paul Dini, Glen Murakami, Bruce Timm, 1999-2001) avec Stockard Channing puis Angie Harmon (VF : Anne Rochant)
- Batman (The Batman, 65 épisodes, Michael Goguen, Duane Capizzi, 2004-2008) avec Danielle Judovits (VF : Chantal Baroin)
- Batman : L'Alliance des héros (Batman: The Brave and the Bold, James Tucker, 2008-2011) avec Mae Whitman (VF : Chantal Baroin)
- La Ligue des Justiciers : Nouvelle Génération (Young Justice, Greg Weisman, Brandon Vietti, 2010-) avec Alyson Stoner (VF : Chantal Baroin puis Christine Braconnier)
- Prenez garde à Batman ! (2013-2014) avec Tara Strong (VF : Chantal Baroin)
- DC Super Hero Girls (2015-2018) avec Mae Whitman (VF : Karine Foviau)
- Harley Quinn (Justin Halpern, Patrick Schumacker et Dean Lorey, 2019-) avec Briana Cuoco

### Films d'animation
- Batman et Mr Freeze : Subzero (Boyd Kirkland, 1998) avec Mary Kay Bergman (VF : Brigitte Berges)
- Batman : La Mystérieuse Batwoman (Curt Geda, Tim Maltby, 2003) avec Tara Strong (VF : Bérangère Jean)
- Batman : Mauvais Sang (2016) (caméo)
- Batman: The Killing Joke (Sam Liu, 2016) avec Tara Strong
- Batman et Harley Quinn (Sam Liu, 2017) (caméo seulement)
- Batman : Silence (2019) avec Peyton Roi List (VF : Véronique Picciotto)
- Justice League Dark: Apokolips War (2020)
- 2017 : Lego Batman, le film de Chris McKay avec Rosario Dawson
- 2019 : Batman vs. Teenage Mutant Ninja Turtles de Jake Castorena

### Jeux vidéo
- Batman: Dark Tomorrow
- Batman: Rise of Sin Tzu
- Batman : Vengeance
- Lego Batman, le jeu vidéo
- Batman: Arkham Asylum. Elle y incarne l'Oracle et guide Batman dans l'asile d'Arkham.
- Lego Batman 2: DC Super Heroes
- Batman: Arkham City : Elle aide de nouveau Batman pendant que celui-ci enquête dans Arkham City.
  -  La Revanche de Harley Quinn : Après la disparition de Batman dans Arkham City, Oracle envoie Robin enquêter dans la ville prison.
- Batman: Arkham Origins : Une jeune Barbara Gordon idolâtre Batman et l'aide pendant son infiltration au GCPD. Peu après elle pirate sa radio pour lui transmettre des coordonnées contenant des caisses d'armes.
- DC Universe Online
- Injustice : Les dieux sont parmi nous (contenu supplémentaire)
- Young Justice: Legacy
- Batman: Arkham Knight : Toujours présente, Oracle aide Batman à localiser l'épouvantail avant qu'elle ne se fasse kidnapper. Sauvée par Batman, Oracle aide Batman à protéger le GCPD pendant l'assaut final de la milice.
  -  En Famille  : Avant les événements de Arkham Asylum, Batgirl et Robin font équipe pour sauver le commissaire Gordon retenu par le Joker dans un parc d'attraction abandonné.
  -  Pile ou Face  : Après les évènements de Arkham Knight, Oracle aide Robin à stopper Double-Face.
- Lego Batman 3 : Au-delà de Gotham

### Cinéma
En juillet 2018, il est annoncé que Barbara Gordon apparaîtra dans le long-métrage Birds of Prey. Elle devait prendre les traits de Oracle et ne pas apparaître en tant que Batgirl à l'écran. Elle aurait dû être introduite dans l'univers cinématographique DC avec le film Batgirl, sous les traits de Leslie Grace, mais le film est annulé en août 2022.

### Podcasts
- Batman : Autopsie (David S. Goyer (VF : Douglas Attal), 2022) avec Gina Rodriguez (VF : Julia Piaton)

## Homonymie
Barbara Gordon est aussi le nom d'une actrice américaine (elle a joué entre autres dans les films Faux-semblants (1988), Cube 2 (2002), Skinwalkers (2006)).